# SPAD S.XIV
SPAD S.XIV – francuski jednomiejscowy myśliwski wodnosamolot pływakowy w układzie dwupłatu z okresu I wojny światowej, zaprojektowany przez inż. André Herbemonta i zbudowany w 1917 roku w wytwórni Société (anonyme) Pour L’Aviation et ses Dérivés (SPAD). Wyprodukowany w liczbie 40 egzemplarzy S.XIV używany był przez lotnictwo morskie Marine nationale w ostatnim roku działań wojennych, a w momencie oblotu był najszybszym wodnosamolotem na świecie.

## Historia
Francuskie lotnictwo morskie borykało się podczas I wojny światowej z problemem skutecznej ochrony wodnosamolotów patrolowych wykonujących misje poszukiwania i zwalczania okrętów podwodnych. Początkowo korzystano z pomocy lądowych myśliwców Aéronautique Militaire, jednak miały one zbyt mały zasięg i długotrwałość lotu; później próbowano wykorzystywać do tego zadania samoloty rozpoznawcze dalekiego zasięgu firm Voisin, Farman i Letord, też bez powodzenia.
Naprzeciw potrzebom francuskiego lotnictwa morskiego wyszedł inż. André Herbemont z wytwórni lotniczej Société (anonyme) Pour L’Aviation et ses Dérivés (SPAD), asystent głównego konstruktora firmy Louisa Béchereau. Zaprojektował on myśliwski wodnosamolot pływakowy, bazując na konstrukcji modelu S.XII, adaptując kadłub z silnym uzbrojeniem składającym się z działka SAMC kalibru 37 mm i karabinu maszynowego Vickers kalibru 7,7 mm, powiększając natomiast znacznie rozmiar skrzydeł i powierzchnię usterzenia. Do napędu użyto pochodzącego z modelu S.XIII silnika widlastego Hispano-Suiza 8Cb o mocy 162 kW (220 KM).
Zbudowany w zakładach Levasseur prototyp samolotu SPAD S.XIV został oblatany 15 listopada 1917 roku, po czym testowany był w bazie lotniczej Saint-Raphaël przez pilota o nazwisku Bequet. Pomyślne wyniki prób (m.in. osiągnięcie prędkości maksymalnej 205 km/h, co było w tym czasie najwyższą prędkością osiągniętą przez wodnosamolot na świecie) spowodowały złożenie zamówienia przez lotnictwo morskie Marine nationale na 39 seryjnych myśliwców. Płatowce zostały wyprodukowane przez macierzyste zakłady SPAD, zaś zaprojektowane przez Maurice’a Payonne’a z firmy Tellier pływaki dostarczyła wytwórnia Levasseur. Pod koniec wojny jeden z egzemplarzy S.XIV został pozbawiony pływaków i otrzymał podwozie kołowe w celu umożliwienia startu z platform zamontowanych na wieżach artyleryjskich pancerników. Samolot otrzymał oznaczenie SPAD S.XXIV i został oblatany 5 listopada 1918 roku, jednak wobec wyboru przez marynarkę maszyn Hanriot HD.2 pozostał na etapie prototypu.

## Użycie
Samoloty SPAD S.XIV trafiły w lipcu 1918 roku na wyposażenie bazy lotnictwa morskiego w Dunkierce, dowodzonej przez porucznika La Burthe. Ich służba polegała głównie na eskortowaniu łodzi latających podczas ich patroli przeciw okrętom podwodnym. Czasami S.XIV latały też na misje zwalczania operującego nad morzem wrogiego lotnictwa, lecz nie odniosły żadnego sukcesu. Prawdopodobnie operowały też z Korfu. Maszyny wycofano ze służby w końcu 1919 roku. W 1920 roku jeden z cywilnych już samolotów wziął udział w zawodach wodnosamolotów zorganizowanych w Monako.

## Opis konstrukcji i dane techniczne

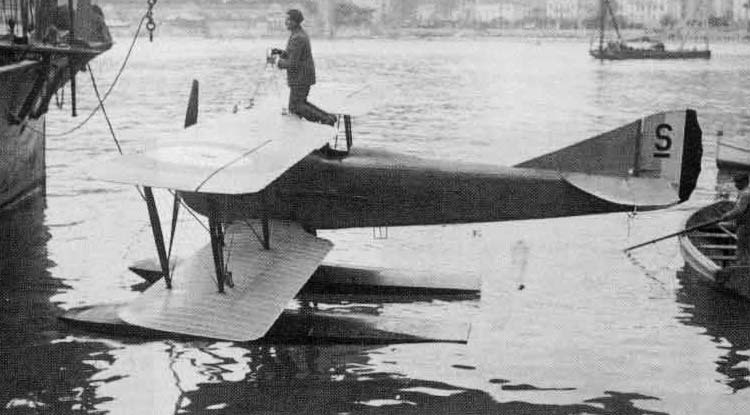
SPAD S.XIV

SPAD S.XIV był jednosilnikowym, jednomiejscowym myśliwskim wodnosamolotem pływakowym w układzie dwupłatu o konstrukcji drewnianej. Rozpiętość skrzydeł wynosiła 9,8 metra, a ich powierzchnia nośna 26,2 m². Długość samolotu wynosiła 7,4 metra, a jego wysokość 4 metry (bez pływaków 2,35 metra). Masa własna wynosiła 770 kg, zaś masa całkowita (startowa) 1060 kg. Podwozie składało się z dwóch szerokich pływaków głównych; nie było pływaka tylnego.
Napęd stanowił chłodzony cieczą 8-cylindrowy silnik widlasty Hispano-Suiza 8Cb o mocy 162 kW (220 KM), napędzający dwułopatowe śmigło ciągnące. Prędkość maksymalna na poziomie morza wynosiła 205 km/h, zaś przelotowa 170 km/h. Długotrwałość lotu wynosiła 2 godziny. Maszyna osiągała wysokość 2000 metrów w czasie 7 minut 18 sekund. Pułap maksymalny wynosił 5000 metrów.
Uzbrojenie składało się z umieszczonego między blokami cylindrów silnika działka SAMC kalibru 37 mm z zapasem 12 nabojów oraz pojedynczego zsynchronizowanego karabinu maszynowego Vickers kalibru 7,7 mm.